# هيونجونغ ملك جوسون
هيونجونغ ملك جوسون (بالهانغل: 현종 | بالهانجا: 顯宗)، (ولد في 15 مارس (4 فبراير قمري) 1641 ومات في 17 سبتمبر (18 أغسطس قمري) 1674) هو الملك الثامن عشر لمملكة جوسون في كوريا، حكم من 1659 إلى 1674.
تميزت فترة حكمه باشتداد الصراع بين الفصائل السياسية واختلافهم على العديد من القضايا، ومن بينها مشكلة الجنائز.

## حياته
ولد هيونجونغ في سنة 1641 ليكون الابن الأول للملك هيوجونغ وأعطي الاسم إي يون (بالهانغل: 이연 | بالهانجا: 李棩)، حيث كان والده في هذه الفترة أسيراً في الصين لدى سلالة تشينغ من المانشو، حيث ولد إي يون في شنيانغ قبل أن تنقل سلالة تشينغ عاصمتها رسمياً إلى بكين بعد هزيمة سلالة مينغ. عاد الأمير مع والده في 1645 وأصبح ولياً للعهد في 1651.

## الصراع بشأن جنازة هيوجونغ (جدال إيسونغ)
عندما مات الملك هيوجونغ في 1659 خلفه ابن هيونجونغ كحاكم على جوسون. بدأت المشكلة الأولى في عهده بشأن جنازة والده، اختلف الفصيل الغربي مع الفصيل الجنوبي حول المدة التي يتوجب على الملكة جانغريول (زوجة الملك إنجو الثانية) أن ترتدي فيها ملابس الجنازة حسب طريقة الجنائز الكونفشيوسية. أكد الفصيل الغربي بقيادة سونغ شي يول على أن المدة التي عليها أن ترتدي ملابس الجنازة فيها لا تتجاوز السنة الواحدة، لكن الفصيل الجنوبي بقيادة هو جوك وين هيو أرادوا تمديد المدة لثلاث سنوات. تزايد الصراع بشأن هذه المسألة لعدم وجود سجل سابق لمتطلبات الجنائز الكونفشيوسية في حالة وفاة الابن المتبنى الثاني (الربيب الثاني) والذي أصبح الأول في خط النسب. أراد الفصيل الغربي اتباع العادة في حالة وفاة الابن المتبنى الثاني، لكن الفصيل الجنوبي اعتقد أن هيوجونغ يستحق جنازة تمتد لثلاث سنوات لأنه خلف والده الملك إنجو في سلسة الخط الملكي.
كان القرار في نهاية الأمر منوطاً بالملك الشاب هيونجونغ والذي قرر اعتماد فترة السنة الواحدة وهذا القرار أدى لإبقاء الفصيل الغربي فالفصيل المسيطر، ولكن خوف هيونجونغ من تهديد الفصيل الغربي لسلطته الملكية أدى به لإبقاء هو جوك في مكتب رئيس الوزراء. سابقاً استطاع الملك هيوجونغ توحيد الفصيلين في تحالف سياسي عندما سقط الفصيل الشمالي الأكبر في 1623 ولكن الصراع بين الفصيلين اشتد مرة أخرى حول مسألة الجنازة مما أعطى احتمالات لمواجهات عدة.
حاول الملك هيونجونغ إبقاء توازن بين الفصيلين فوافق على رأي الفصيل الغربي ومع ذلك أبقى هو جوك رئيساً للوزراء، حيث شهدت الفترة التي أعقبت قراره سلاماً مؤقتاً. ولكن في سنة 1674 ماتت الملكة إنسون زوجة هيوجونغ ووالدة هيونجونغ، فعادت مسألة الجنازة للظهور مجدداً حيث رغب الفصيل الجنوبي من الملكة جانغريول أن ترتدي ملابس الجنازة لمدة سنة ولكن الفصيل الغربي فضل مدة تسعة أشهر. وفي هذه المرة قام الملك هيونجونغ بمسايرة الفصيل الجنوبي، مما جعل الفصيل أكثر سيطرة من الفصيل الغربي. لم ينته الجدال بقرار الملك ولكنه استمر حتى بعد وفاته في 1674، حيث قام خليفته الملك سكجونغ بإصدار قرار يحظر التحدث في هذه المسألة مجدداً. كما أثر هذا الصراع على كتابة التاريخ الرسمي لفترة هيونجونغ، حيث قام كاتب من الفصيل الجنوبي بكتابة السجل ولكن مؤرخاً من الفصيل الغربي أعاد مراجعة السجل.

## الإنجازات

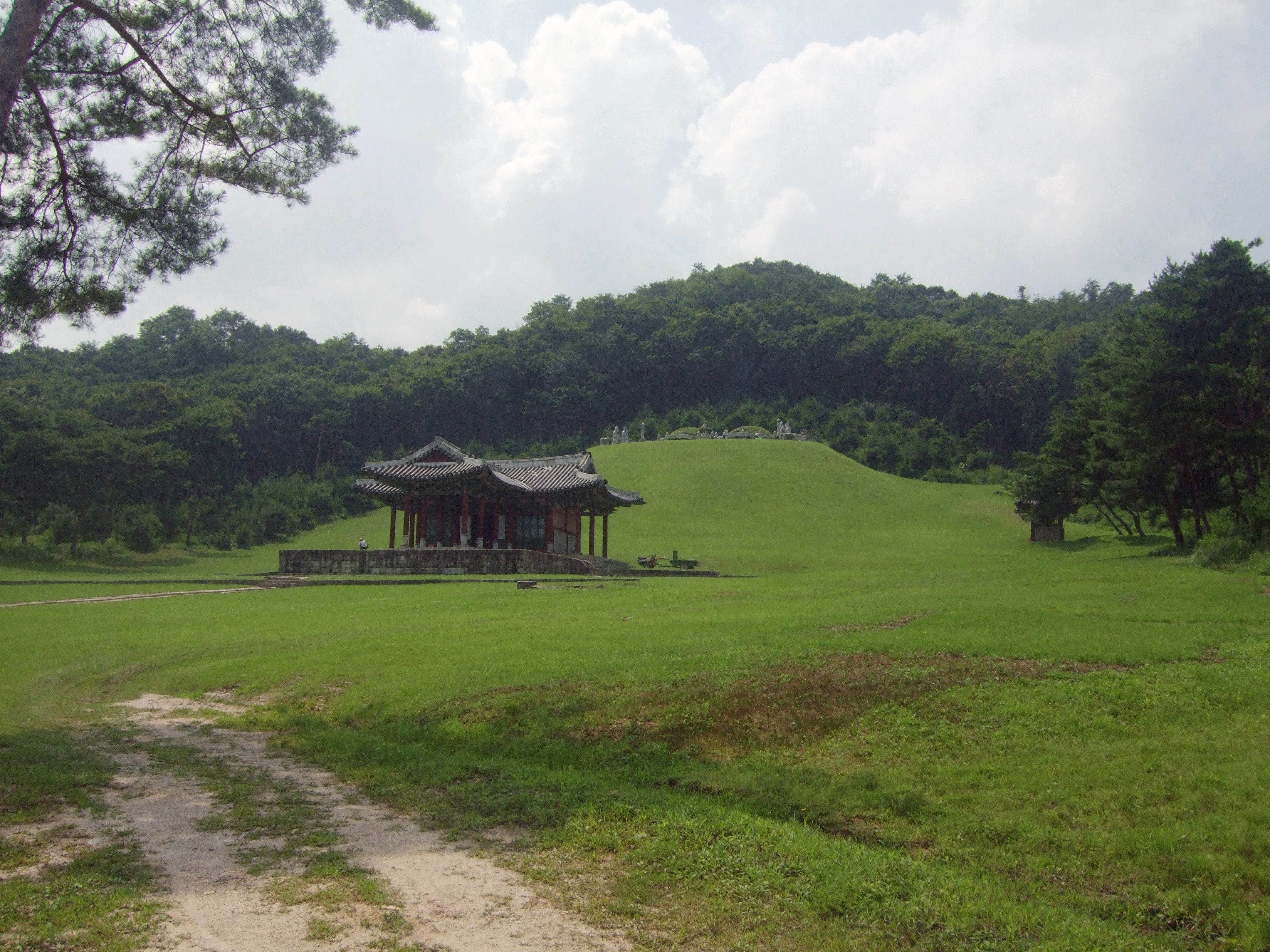
قبر الملك هيونجونغ

في 1666 ترك الألماني هيندريك هاميل كوريا ليعود إلى هولندا بعد أسر امتد لثلاثين سنة، حيث كتب كتاباً عن سلالة جوسون وتجربته في كوريا، حيث قدم المملكة الصغيرة للأوروبيين.
أوقف هيونجونغ حملة والده للغزو الشمالي لأن جوسون أصبحت دولة رافدة لسلالة تشينغ. كما أن تشينغ أصبحت دولة لا يمكن مقاومتها بعد انتصاراتها المتكررة ضد سلالة مينغ. ومع ذلك إلا أن هيونجونغ أكمل توسيع القطاع العسكري وإعادة إعمار الدولة بعد حرب السنوات السبح وغزوتي المانشو. كما دعم الرسم وعلم الفلك. قام الملك بإصدار قانون يحظر زواج الأقارب وأصحاب اللقب الواحد.
مات الملك في 1674 وخلفه ابنه سكجونغ ملكاً على جوسون.

## عائلته
- الجد: الملك إنجو ملك جوسون السادس عشر (인조).
- الجدة: الملكة إنليول من عشيرة هان (인열왕후 한씨).
- الأب: الملك هيوجونغ ملك جوسون السابع عشر (효종).
- الأم: الملكة إنسون من عشيرة جانغ (인선왕후 장씨).
- الزوجات والأبناء:
  - الملكة ميونغسونغ من عشيرة كم (명성왕후 김씨 | 明聖王后 金氏).
    - ابن: الملك سكجونغ ملك جوسون التاسع عشر، إي سن (بالهانغل: 순 | بالهانجا: 焞)، (ولد في 1661 ومات في 1720).
      - حفيد: الملك غيونغجونغ (경종)، ملك جوسون العشرين (ولد في 1688 ومات في 1724).
      - حفيدة بالقانون: الملكة داني (단의왕후)، (ولدت في 1686 وماتت في 1718).
      - حفيدة بالقانون:الملكة سوني (선의왕후)، (ولدت في 1705 وماتت في 1730).
      - حفيد: الملك يونغجو ملك جوسون الواحد والعشرين (영조)، (ولد في 1694 ومات في 1776).
      - حفيدة بالقانون: الملكة جونغسونغ (정성왕후)، (ولدت في 1692 وماتت في 1757).
      - حفيدة بالقانون: الملكة جونغسن (정순왕후)، (ولدت في 1745 وماتت في 1805).
      - حفيد: الأمير يونليونغ (연령군)، (ولد في 1699 ومات في 1719).

    - ابنة: الأميرة ميونغسون (명선공주 | 明善公主)، (ولدت في 1660 وماتت في 2 أغسطس قمري 1673).
    - ابنة: الأميرة ميونغهي (명혜공주 | 明惠公主)، (ولدت في 1665 وماتت في 27 أبريل قمري 1673).
    - ابنة: الأميرة ميونغآن (명안공주 | 明安公主)، (ولدت في 1667 وماتت في 16 مايو قمري 1687).

## التصوير الحديث

### في الدراما
- 《طبيب الملك》 (2012، إم بي سي كوريا) - قام بالدور الممثل: هان سانغ جن (한상진).
- 《جانغ أك جونغ، الحياة بالحب》 (2013، إس بي إس) - قام بالدور الممثل: جون إن تايك (전인택).

## اسمه الكامل بعد الوفاة
حصل في البداية على اللقب: الملك العظيم هيونجونغ شنمن سكمو غيونغين تشانغهيو (현종순문숙무경인창효대왕 | 顯宗純文肅武敬仁彰孝大王) وبعد ذلك أضيف إلى اسمه بعض المقاطع وأصبح: الملك العظيم هيونجونغ سوهيو يونغيونغ دوندوك سوسونغ شنمن سكمو غيونغين تشانغهيو (현종소휴연경돈덕수성순문숙무경인창효대왕 | 顯宗昭休衍慶敦德綏成純文肅武敬仁彰孝大王).